# Raixid Rakhímov
Raixid Mamatkúlovitx Rakhímov - Рашид Маматкулович Рахимов (rus) - (Duixanbe, 18 de març de 1965) és un exfutbolista i entrenador tadjik. Com a futbolista ocupava la posició de migcampista.

## Trajectòria
La major part de la seua carrera està relacionada amb el Pamir Dushanbe, on va militar entre 1980 i 1991, les tres darreres temporades al primer nivell de la lliga soviètica. Després va passar per equips com l'Spartak de Moscou, el Reial Valladolid i el Lokomotiv de Moscou.
La darrera part de la seua carrera com a jugador la passa a Àustria, on milita en equips com 
FK Austria Wien, Admira Wacker i SV Ried.

## Selecció
Rakhímov va alternar la selecció de Rússia i la del Tadjikistan. Va disputar quatre partits per a la primera i dos per a la segona.

## Palmarès
- Lliga de Rússia: 1992, 1994
- Copa de la Unió Soviètica: 1992

## Com a entrenador
Res més penjar les botes, es va fer càrrec de l'Admira Wacker, equip en el qual va romandre fins al 2004. Dos anys després dirigeix al FC Amkar Perm (06/07). Entre l'inici de la temporada del 2008 i abril del 2009 entrena el Lokomotiv de Moscou.
El 2009 torna a fer-se càrrec de l'Amkar Perm.